# Lago proglaciale

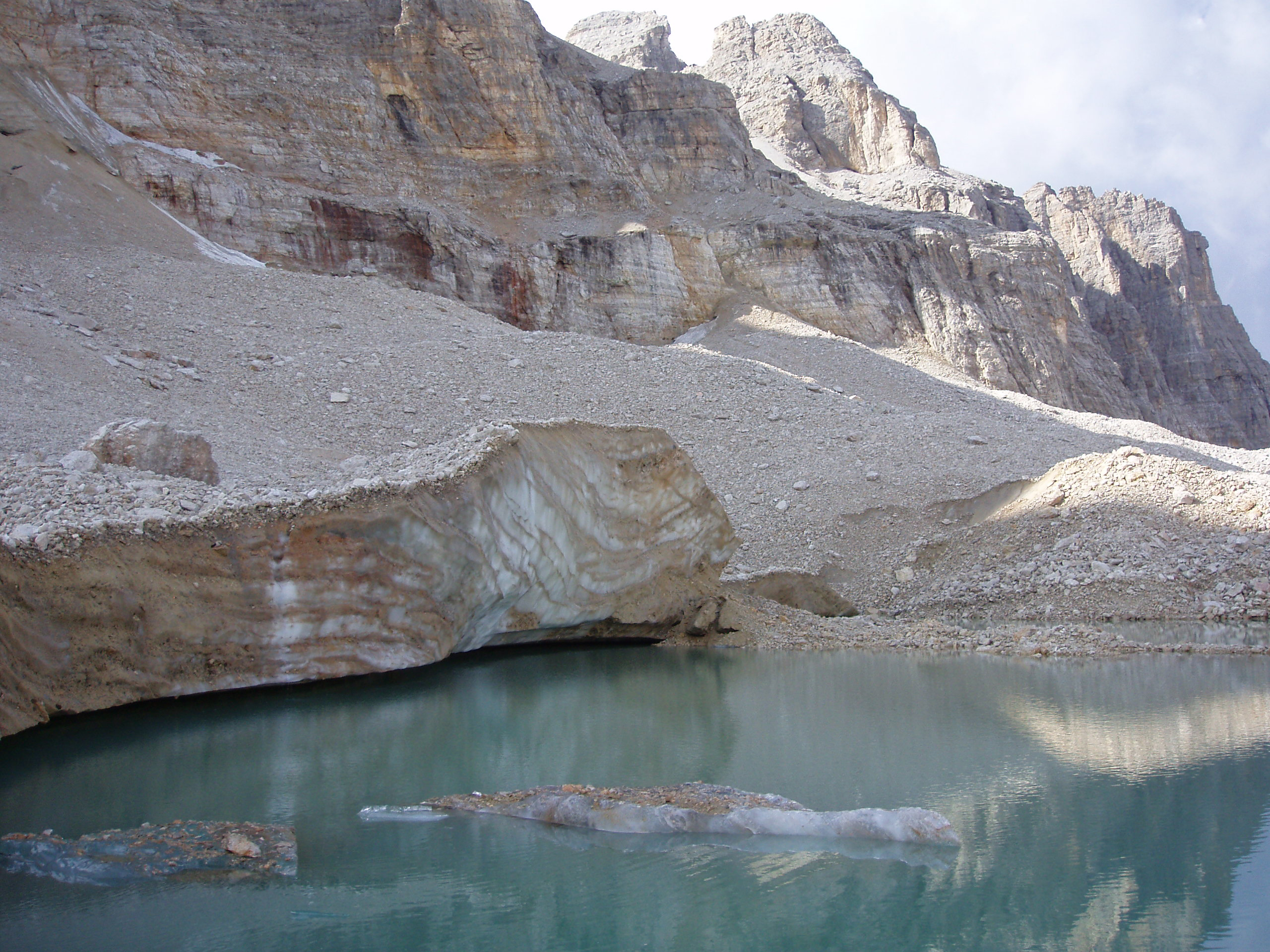
Il Lech dl Dragon nel Gruppo del Sella nel 2005

In geologia, per lago proglaciale si intende un lago formato o dall'azione di sbarramento di una morena o di una diga glaciale durante la ritirata di un ghiacciaio in scioglimento, o dall'acqua di fusione intrappolata sotto una calotta di ghiaccio, a causa della depressione isostatica della crosta intorno al ghiaccio. Alla fine dell'ultima era glaciale, approssimativamente 10 000 anni fa la presenza di vasti laghi proglaciali era una caratteristica diffusa del paesaggio dell'emisfero settentrionale.

## Descrizione
In alcuni casi, tali laghi evaporarono gradualmente durante il periodo di riscaldamento successivo all'era glaciale quaternaria. In altri casi, come il lago Missoula ed il lago Wisconsin negli Stati Uniti, l'improvviso cedimento della diga naturale di sbarramento diede origine a rapide e catastrofiche inondazioni, che portarono alla formazione di gole per rapida erosione e di altre strutture a valle del lago preesistente.
In Gran Bretagna, esempi di laghi proglaciali sono il lago Lapworth, il lago Harrison ed il lago Pickering. La gola di Ironbridge e le colline di Hubbard rappresentano invece esempi di canali di tracimazione glaciale, creati quando le acque dei laghi proglaciali ad essi collegati si sollevarono ad un'altezza tale da aprirsi un varco attraverso il punto più basso dello spartiacque adiacente.
I ghiacciai in corso di ritiro delle Ande tropicali hanno formato numerosi laghi proglaciali, specialmente nella Cordillera Blanca del Perù, dov'è concentrato il 70% di tutti i ghiacciai tropicali. Molti di questi laghi si sono formati rapidamente nel corso del XX secolo. Essi potrebbero esplodere all'improvviso, creando rischi per le zone sottostanti. Per tale ragione, molte dighe naturali (di solito morene) che impediscono il deflusso delle acque dei laghi sono state rinforzate con dighe di sicurezza. Nella Cordillera Blanca sono state costruite circa 34 dighe di questo tipo per contenere i laghi proglaciali.